# Faro Storozhenskiy
El faro Storozhenskiy (en ruso: Стороженский маяк) también conocido como el faro Storozhno, es un faro activo en el lago Ladoga, en el óblast de Leningrado, en Rusia. Está situado en un promontorio en el lado oriental del lago, separando Svirsky del lago desde la bahía Volkhov, en el pueblo de Storozhno. A una altitud de 71 m es el séptimo "faro tradicional" más alto  en el mundo, y el cuarto faro de piedra más alto. Se trata de un gemelo del faro Osinovetsky que es un poco más pequeño. El sitio es accesible y la torre está abierta por el arreglo con el cuidador.